# 민주통일당 (1973년 대한민국)
민주통일당(民主統一黨)은 1973년 1월 27일에 창당하여 1980년 10월 27일에 해산된 대한민국의 정당이다.